# Loit
Loit (tiếng Đan Mạch: Løjt) là một đô thị thuộc huyện Schleswig-Flensburg, trong bang Schleswig-Holstein, nước Đức. Đô thị Loit có diện tích 6,69 km², dân số thời điểm 31 tháng 12 năm 2006 là 255 người.